# Carabine de chasse
Pour les articles homonymes, voir Carabine.
 (juin 2023).
Si vous disposez d'ouvrages ou d'articles de référence ou si vous connaissez des sites web de qualité traitant du thème abordé ici, merci de compléter l'article en donnant les références utiles à sa vérifiabilité et en les liant à la section « Notes et références ».

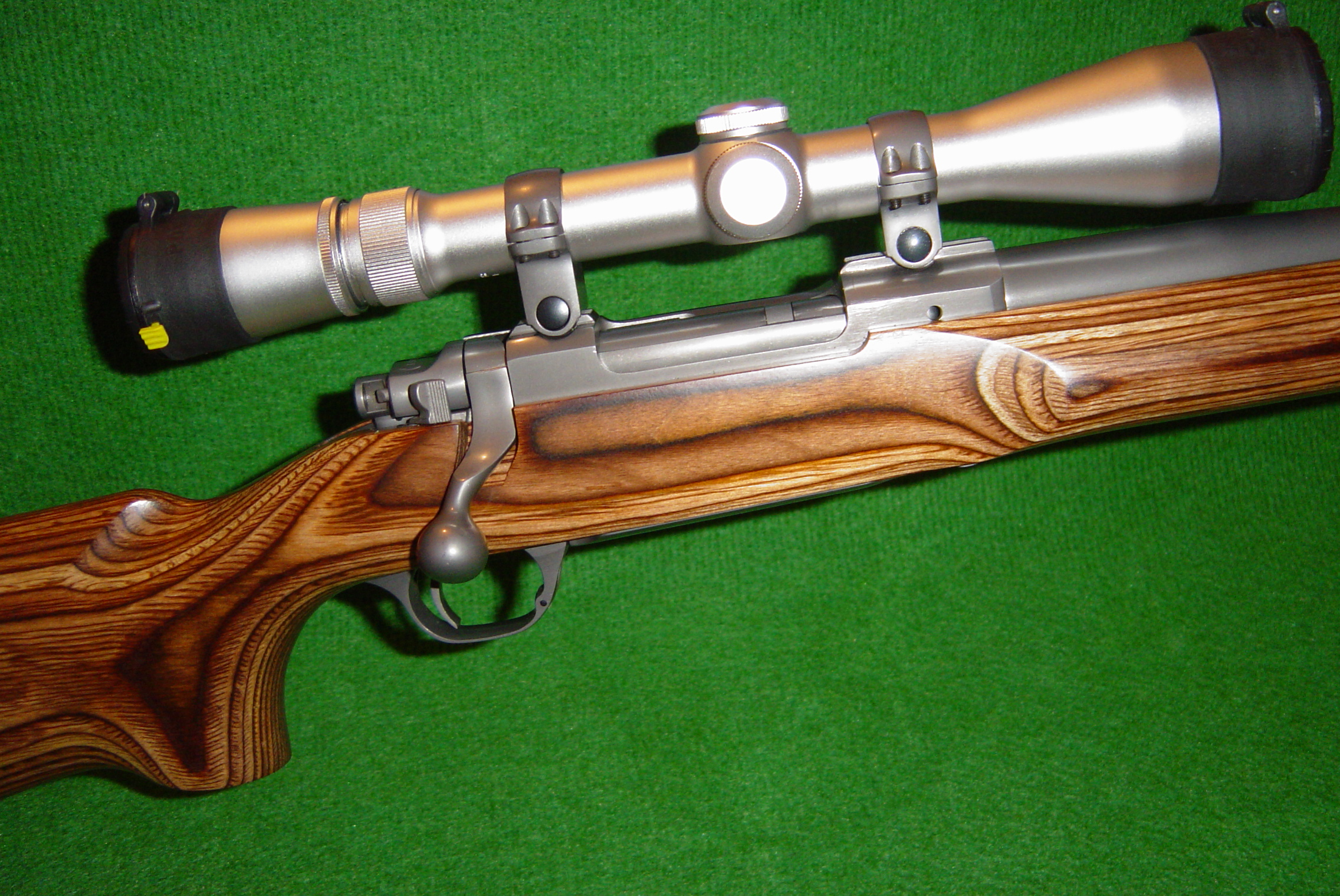
Carabine de chasse

Une carabine est une arme à feu avec crosse, à canon court ou long et dont l'intérieur du canon (« âme ») présente des rayures hélicoïdales. Ces rainures ont pour fonction d'imprimer un mouvement de rotation au projectile lors de son passage dans le canon. Ce mouvement de rotation du projectile lui confère une grande stabilité et lui permet ainsi d'atteindre une bonne précision à grande distance.

## Histoire

### Origines
Anciennement, le mousquet était une arme à canon lisse projetant des projectiles lourds et sphériques. En raison, à l'époque, des difficultés à produire des projectiles d'une taille très précise et ajustée au diamètre du canon, les projectiles étaient d'un diamètre légèrement inférieur à celui-ci. Ceci avait pour conséquence de faire vibrer le projectile lors de son passage à l'intérieur du canon, rendant le tir extrêmement imprécis.
Il est connu depuis le XVe siècle que l'ajout des rainures augmente la précision des projectiles. Cependant, les difficultés et la précision requise pour fabriquer convenablement ce type de canon en a empêché la production avant le XIXe siècle.
Le mot carabine lui-même remonte environ au XVIe siècle et définissait alors un mousquet court qui était l'arme des carabins (cavaliers).

### AuXIXesiècle
Au XIXe siècle, les mousquets à canon rainuré deviennent de plus en plus communs. La même époque a connu une seconde innovation : l'apparition d'armes et de munitions à chargement par la culasse. Ce qui a donné naissance à la carabine telle que nous la connaissons aujourd'hui.
Les projectiles ont aussi été modifiés et ont délaissé la forme sphérique pour la forme cylindrique, balistiquement supérieure et similaire aux balles modernes (balle de Minié). Tout au cours de ce siècle, la taille et le poids des projectiles ont graduellement diminué.
C'est aussi au cours de ce siècle que la première carabine à répétition voit le jour. À la fin du XIXe siècle, les mécanismes à levier et à verrou étaient d'usage courant sur les carabines.

### AuXXesiècle

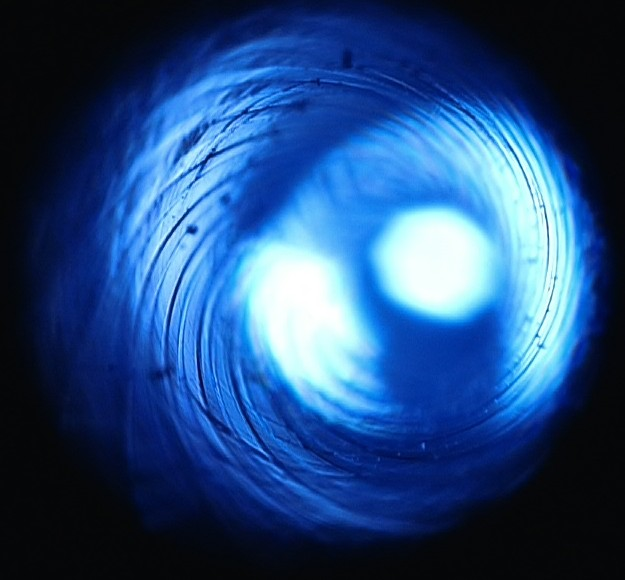
Rainures dans l'âme du canon d'une carabine moderne

Les améliorations ont continué à être apportées aux innovations du siècle précédent. Le mécanisme à verrou de type Mauser s'est imposé au début du siècle comme le nouveau standard.

### AuXXIesiècle
Les carabines n’ont cessé d’évoluer depuis le début du XXIe siècle.
Pour des raisons pratiques, le bois a de plus en plus tendance à être remplacé par des matériaux synthétiques. De plus, il est maintenant courant de trouver des carabines où l’acier « noir » est remplacé par de l’acier inoxydable afin d’assurer une meilleure résistance à la rouille.
Pour ce qui est des technologies, l’usage de systèmes antirecul pour les calibres puissants est de plus en plus généralisé. Des systèmes de contrôle des vibrations permettent d’accroître sensiblement la précision de tir (par exemple, système BOSS de Browning).

## Calibres

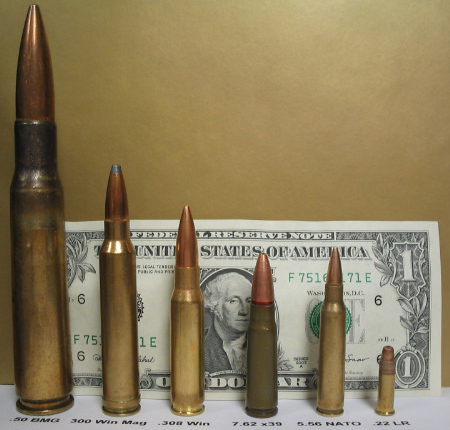
Munitions de carabines de calibres différents. Le .22LR est un calibre de tir sportif principalement. Les seuls calibres de chasse sont le 300 Winchester Magnum et le .308 Winchester. Les autres sont des calibres classés "de guerre".
De gauche à droite : .50 BMG, 300 Win Mag, .308 Winchester, 7,62 Soviet, 5,56 OTAN, .22LR.
Le billet mesure 66 mm de haut.

Les carabines sont disponibles dans une grande variété de calibres. De ce fait, il s'agit d'armes très polyvalentes, chaque usage étant couvert par un ou des calibres appropriés.
Un calibre léger et rapide permettra de tirer des petits animaux à longue distance, jusqu'à 300 m.
Par exemple le .222 Remington pour le renard, le .243 Winchester pour le chevreuil, le 6,5 × 68 pour le chamois.
Un calibre un peu moins rapide mais plus lourd servira pour le tir de grands animaux (cerf et sanglier) à longue distance, comme les 7 mm Remington Magnum, .300 Winchester Magnum, 8 × 68 mm S.
Les calibres lourds et plus lents serviront pour le tir des grands animaux à courte et moyenne distance, de 0 à 100 m : 9,3 × 62 mm, 9,3 x 74R, 30R Blaser, 35 Whelen.
Enfin, il existe des calibres très polyvalents, comme le 7 × 64 Brenneke, le plus répandu en Europe.
Les calibres de carabine sont tout d'abord définis par le diamètre interne du canon soit en fond de rayures, soit en haut de rayures. Le 7,62 mm ou Calibre 30 US mesure 7,82 mm en fond et 7,62 mm en haut de rayures.
Les mesures s'expriment soit en pouces (en anglais : inches ; par exemple, le calibre .22 correspond à 22 centièmes de pouce), soit en millimètres (exemple, pour le calibre 7 x 64 : 7 est le diamètre du projectile en millimètres ; 64 est la longueur de la douille seule, toujours en millimètres).
L'énergie du calibre est calculée avec la formule M.V²/2, M étant la masse en kilogramme du projectile multipliée par la vitesse en m/s au carré divisé par deux pour un résultat en joules.
Chaque diamètre est ensuite sous-divisé selon la longueur et la forme de l'étui. Il n'y a pas ici de convention définie et cette information peut être indiquée par un ensemble de chiffres, de lettres ou de mots. Par exemple, les calibres .308, .30-06 et .300  sont tous des calibres avec des projectiles de 308/1000 de pouces de diamètre (1 pouce = 25,4 mm donc pour avoir des mm : 25,4 x 308/1000 = 7,82 mm) mais de formes et longueurs différentes. Les cartouches avec des projectiles de ces calibres, bien que de même diamètre, ne sont pas interchangeables et chaque carabine ne doit strictement utiliser que les munitions pour laquelle elle a été conçue.
Néanmoins, les projectiles seuls sont interchangeables lors des opérations de rechargement.

## Mécanismes

### À bascule

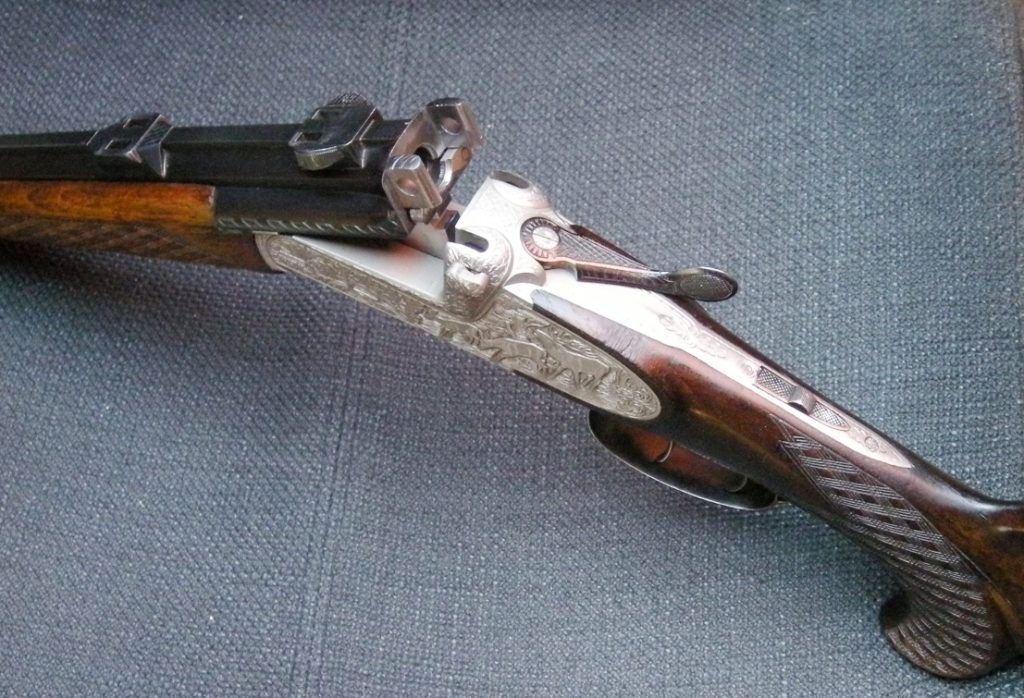
Carabine "Ferlach" autrichienne de chasse à canon basculant

Dans une carabine à bascule, le canon se désolidarise de la culasse et de la platine du système de percussion en basculant d'un bloc vers l'avant, selon un axe perpendiculaire au plan de l'arme. La cartouche est insérée à l’arrière du canon qui est ensuite ramené en place.
Il s’agit d’un mécanisme ancien, sécuritaire, et très fiable.
Ce genre de carabine est employé pour la chasse au très gros gibier (safari). En effet, les calibres susceptibles d'abattre un éléphant ou un buffle (.416 Rigby, .700 Nitro Express...) sont tellement puissants qu'un mécanisme à répétition s'avérerait inexploitable.
Ce type de carabine, appelé Kiplauf dans les pays germaniques lorsqu'il n'a qu'un canon, est très prisé pour la chasse en montagne car léger et facile à démonter pour le transport. 
Lorsqu'il a deux canons, ce type de carabine est appelé « double express » et est très utilisé pour la chasse du gibier en mouvement à faible distance, type battue. Dans le cas où le premier tir blesse l'animal, il permet de tirer une seconde fois pour s'assurer d'une mort rapide. On dit alors que l'on « double son tir ».
On trouve des armes de ce type avec des combinaisons allant jusqu'à 4 canons, de même calibre ou non. « Triple express », « Bergstutzen », « Drilling », « Bock drilling », « Vierling  », etc.
Il s'agit souvent d'armes de haut de gamme.
Par contre, il n'est pas prisé pour les activités militaires où on leur préfère des mécanismes à répétition.

### À levier

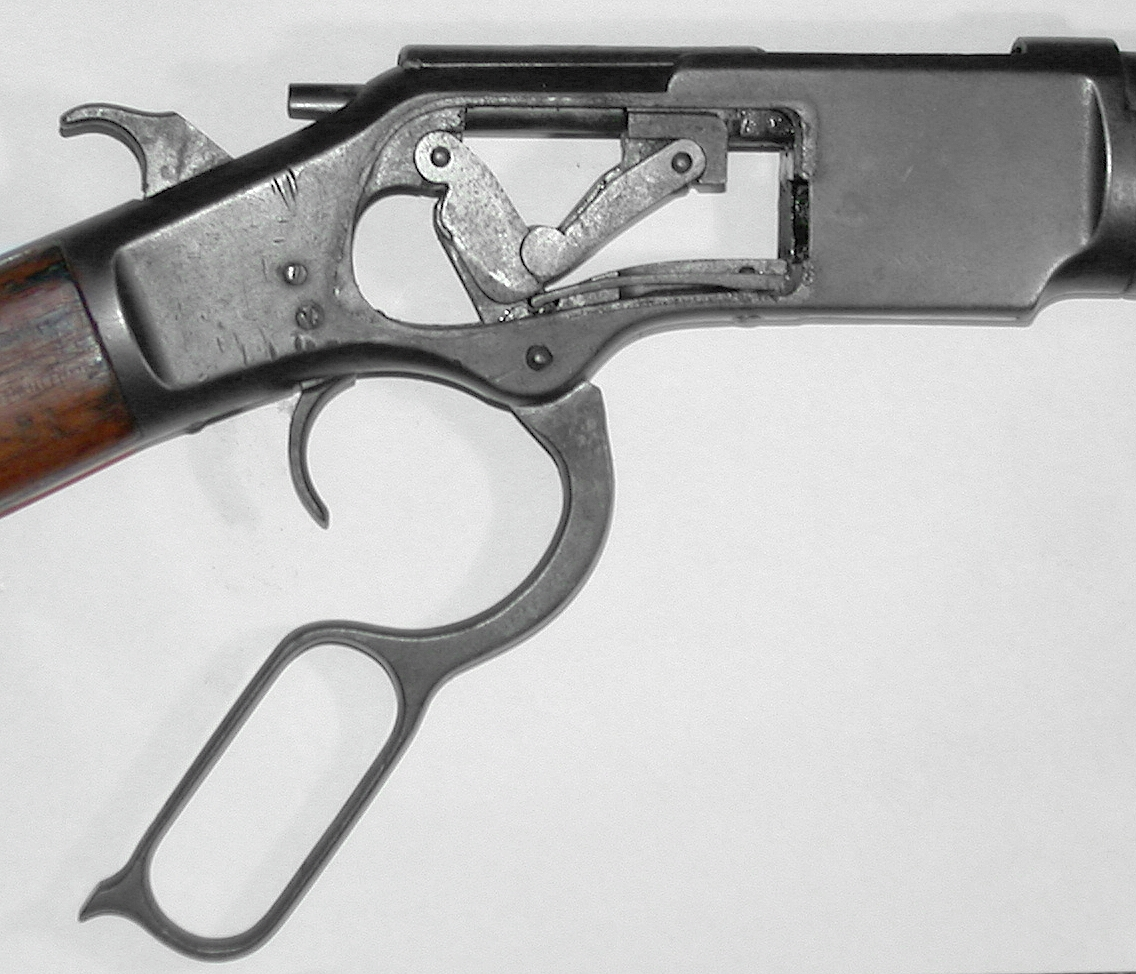
Mécanisme de la Winchester 1873.

Apparu au XIXe siècle, le mécanisme à levier est le plus ancien mécanisme de répétition sur les carabines. Le fusil Volition Repeater conçu en 1848, associé à la cartouche Rocket Ball brevetée en 1848 par Walter Hunt, a révolutionné la façon dont les munitions pouvaient être transportées, éliminant le besoin de recharger après chaque tour et permettant à l'utilisateur de transporter des munitions dans l'arme.
Dans ce mécanisme, l’éjection de l'étui vide et le chargement d’une nouvelle cartouche se font en actionnant un levier situé derrière le pontet. Avec un peu d’entraînement, le levier peut être actionné en utilisant uniquement le pouce et bougeant peu le reste de la main, ce qui en fait un mécanisme relativement rapide.
Très populaire au cours du XIXe siècle, il a graduellement perdu du terrain pendant le XXe siècle au profit du mécanisme à verrou.
Néanmoins, son aspect rustique et la popularité des westerns lui valent encore de nombreux adeptes.

### À verrou

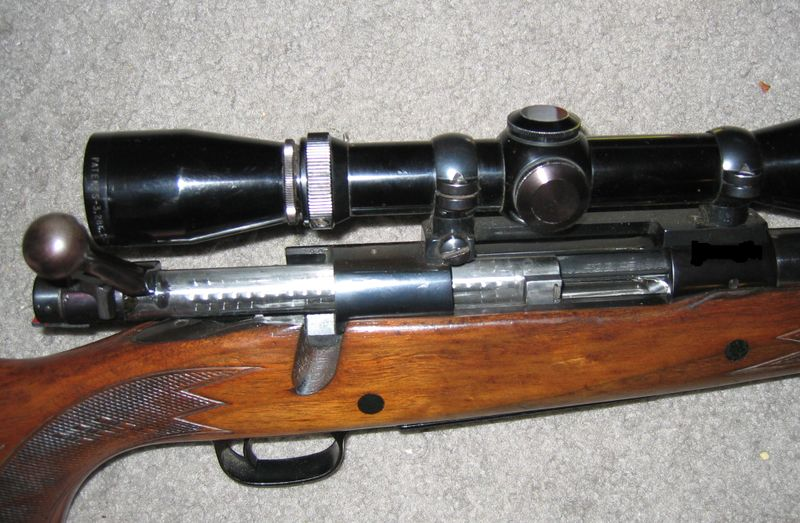
Verrou à demi ouvert sur une carabine Winchester Modèle 70.

Dans le mécanisme à verrou, l'extraction de l'étui vide est effectuée en actionnant un verrou, à l'aide d'un court levier, d'un mouvement de rotation vertical suivi d'un mouvement vers l'arrière. Le chargement d'une nouvelle cartouche se fait en effectuant le mouvement inverse.
Une carabine à verrou est une arme à un seul canon rayé et une culasse, dotée d’un verrou, dont la fonction est de refermer hermétiquement le canon sur la cartouche pour que la balle, la flamme et les gaz de combustion partent vers l’avant du canon et non vers l’arrière.
Avec les cartouches métalliques, les pressions sont très élevées, il faut donc que ce verrou soit très résistant; il doit également être aisément manœuvrable par le tireur. De ces contraintes résulte un verrou en acier, longiligne, que l’on bloque en place par une rotation de 60 à 90 degrés. Ce verrou, c’est la culasse mobile, un long cylindre d’acier forgé sur lequel se trouve un levier de manœuvre et à l’extrémité duquel sont taillés dans la masse deux ou trois tenons, les pièces de verrouillage. Celles-ci vont, en rotation, venir fermer hermétiquement et solidement l’arrière du canon. Cette culasse mobile tient donc un rôle essentiel, qui plus est, elle ne sert pas seulement à verrouiller l’arme. Son déplacement d’avant en arrière assure aussi l’éjection de l’étui tiré et le chargement d’une nouvelle cartouche. L’étui est tiré vers l’arrière par l’extracteur puis éjecté vers le haut. Dans le même temps, une cartouche logée dans un magasin ou un chargeur sous la culasse mobile monte dans l’axe du canon avant d’être poussée vers ce dernier par l’extrémité avant de la culasse. La balle est chambrée dans le canon et, une fois la culasse verrouillée, il est à nouveau possible de tirer. Cette dernière coulisse dans un boîtier de culasse vissé sur la crosse, le canon ayant été au préalable vissé au boîtier. Sous l’extrémité avant du boîtier se trouve en général une pièce d’acier taillée dans la masse qui va ancrer le mécanisme à la crosse, c’est le tenon de recul, qui assure aussi la fixation à la crosse. Le boîtier le plus courant est de type Mauser, c’est-à-dire à deux « ponts » – les deux pôles de débattement de la culasse mobile. L’écart entre ces deux ponts correspond aux dimensions de la cartouche tirée. L’ouverture du boîtier entre les deux ponts est la fenêtre d’éjection. La culasse mobile abrite le percuteur et son ressort, ainsi que l’extracteur, qu’il soit court et à griffe ou long et à lame. Le principal désavantage de ce mécanisme est sa relative lenteur. Il s'agit du mécanisme à répétition le plus lent. Cependant, il a l'avantage d'offrir un tir extrêmement précis, est capable de soutenir des charges puissantes et sa simplicité en fait un mécanisme d'une grande fiabilité, facile à entretenir et rend le risque d'enrayement quasiment nul. Le mécanisme à verrou est aujourd'hui, et de loin, le mécanisme le plus populaire chez les carabines de chasse et sportives, disciplines où la précision et la fiabilité sont beaucoup plus importantes qu'une cadence de tir élevée. Certaines carabines à verrou possèdent une culasse à armement linéaire, c'est-à-dire qu'il n'est pas nécessaire d'effectuer une rotation de 60 à 90° du verrou pour verrouiller et armer la culasse. Ce type de carabines reste relativement peu répandu.

### Semi-automatique
Dans une carabine semi-automatique, l'action d'éjection de l'étui et le chargement d'une nouvelle cartouche s'effectuent par la diversion d'une partie des gaz de la détonation vers le mécanisme, ou par le recul d'un ensemble de pièces. Aucune action n'est donc nécessaire de la part du tireur. La détente doit être relâchée entre chaque tir.
Ce mécanisme présente l'avantage majeur d'assurer une cadence de tir très rapide. Il présente néanmoins deux inconvénients. Le premier, et le plus important, est qu'il s'agit du mécanisme le moins fiable. Il a tendance à s'enrayer plus souvent que les autres, notamment en présence de poussières ou saletés, par temps froid, et assurément en cas de munition défectueuse. Son deuxième désavantage est que, de tous les mécanismes de carabine, il s'agit de celui offrant le tir le moins précis. Le mouvement des pièces du mécanisme de rechargement avant que le projectile ait quitté le canon provoque des vibrations dans l'arme occasionnant une diminution de la précision de tir.
En raison de ces inconvénients, la carabine semi-automatique demeure relativement peu populaire auprès des tireurs sportifs, pour qui la fiabilité et la précision sont d'une importance plus grande que la cadence rapide de tir. Ils lui préfèrent donc les mécanismes à levier ou verrou, beaucoup plus fiables et sensiblement plus précis. 
Étant peu chère et ayant une cadence de tir élevée, elle est en revanche très utilisée pour la chasse en battue. C'est la seule arme qui permet de tirer trois coups d'affilée sur le même animal, sans recharger.

## Aspects légaux
La plupart des pays ont des lois et règlements encadrant l'utilisation et la possession des carabines de chasse. Cette règlementation varie cependant grandement d'un pays à l'autre.
Néanmoins, on y retrouve habituellement un âge minimum légal ainsi que la possession d'un permis ou certificat particulier. Les conditions d'obtention de ces derniers varient cependant largement selon les pays.

### France
Les carabines de chasse, classées en catégorie C, sont soumises à déclaration en préfecture et ne peuvent être achetées que par des détenteurs d'un permis de chasser ou d'une licence de tir sportif en cours de validité et signée d'un médecin. Le port en est interdit, sauf en action de chasse ou dans un stand de tir, le transport se fait l'arme sous étui ou démontée. Pour la chasse, seules les munitions à projectiles « expansifs » sont autorisées. Ces projectiles sont conçus pour obtenir une létalité élevée. Suivant le gibier chassé, différents effets peuvent être recherchés : expansion très importante et rapide du projectile, en particulier pour le tir des nuisibles ; expansion contrôlée pour garder une masse résiduelle importante après l'impact afin de traverser les gibiers les plus résistants sans abîmer exagérément la venaison (sanglier, cerf).

### Canada
Au Canada, la possession et l'utilisation des carabines de chasse sont régis par la loi sur les armes à feu.
En résumé, l'âge minimum requis est de 12 ans avec le consentement des parents. Ce droit est accordé pour la chasse de subsistance (ex. populations arctiques ou amérindiennes), le tir à la cible, la chasse (ex. va chasser avec son grand-père) ou pour l'entraînement au maniement des armes (ex. groupes scouts ou de cadets). 
Il faut cependant 18 ans et un permis pour armes à feu à utilisation restreinte, qui nécessite un cours spécifique supplémentaire de maniement d'armes, pour certains types de carabine de chasse. Ces armes bien que plus permises pour la chasse peuvent l'avoir été dans un contexte historique.
Un permis est requis pour l'achat et la possession de l'arme et des munitions. Sauf pour certaines armes d'avant 1830. L'obtention de ce permis nécessite, entre autres conditions, le suivi et la réussite d'un cours préalable et l'absence de dossier criminel. Le permis peut aussi être refusé ou révoqué en raison d'autres critères (par exemple: objection du conjoint, ordre de la cour...).
Hors des endroits et périodes où l'usage de l'arme est légal, elle doit être entreposée non chargée et verrouillée ou rendue inopérante.

#### Disciplines sportives
- Tir sportif